# Ápio Cláudio Cáudice
Ápio Cláudio Cáudice ou Ápio Cláudio Caudex (em latim: Appius Claudius Caudex) foi um político da gente Cláudia da República Romana eleito cônsul em 264 a.C. com Quinto Fábio Máximo Gurges. Era filho do ditador Caio Cláudio Centão e neto de Ápio Cláudio Cego. Públio Cláudio Pulcro, cônsul em 249 a.C., era seu filho. É conhecido principalmente por que suas ações na Sicília durante seu consulado foram a causa imediata da Primeira Guerra Púnica.
Seu cognome "Caudex" era uma referência ao seu interesse por assuntos navais.

## Consulado (264 a.C.)

Teatro de operações da Primeira Guerra Púnica entre 264 e 262 a.C..
Território siracusano
Território cartaginês
1. Desembarque romano e avanço contra os siracusanos em Messana (264 a.C.).
2. Romanos derrotam um exército aliado siracusano e púnico e avançam até Siracusa.
3. Romanos protegem seu flanco tomando Hadranon e cercando Kentoripa.
3. Catânia se rende.
4. Romanos cercam, sem sucesso, Siracusa. Hierão pede a paz e se alia aos romanos (263 a.C.).
5. Romanos tomam Agrigento (262 a.C).
6. Enna e Halaisa se rendem a Roma.

Foi eleito cônsul em 264 a.C. com Marco Fúlvio Flaco. Enquanto Flaco foi enviado para combater os volsínios, responsáveis pela morte de Quinto Fábio Máximo Gurges, o cônsul do ano anterior, Cáudice recebeu ordens de liderar duas legiões em uma expedição à Sicília a pedido dos mamertinos, mercenários da Campânia que haviam ocupado a cidade de Messina no ano anterior. Ao serem atacados por Hierão II de Siracusa, os mamertinos se aliaram a uma frota cartaginesa baseada em Lipari e conseguiram se defender. Porém, depois que os cartagineses se recusaram a deixar a cidade, onde controlavam o porto e a fortaleza, os mamertinos pediram a ajuda dos romanos.
Quando Ápio Cláudio chegou, os mamertinos já haviam conseguido que os cartagineses se retirassem e encontrou apenas uma resistência simbólica. A cidade foi entregue aos romanos, mas os cartagineses voltaram e cercaram a cidade. Hierão, nesse ínterim, voltou e também estacionou suas tropas perante a cidade. Cláudio tentou enviar embaixadores, mas foi ignorado. Segundo o relato de Políbio, a batalha foi longa, mas eles foram derrotados, mas, por conta desta ação militar, geralmente chamada de Batalha de Messana, iniciou-se o grande conflito conhecido como Primeira Guerra Púnica.
Os derrotados voltaram para Siracusa na noite seguinte e, no dia seguinte, ao saber da fuga, Cláudio atacou os cartagineses que estavam acampados nas cidades vizinhas. Ápio Cláudio em seguida levou suas legiões até Siracusa e cercou a cidade. No ano seguinte, o tirano siracusano transformou-se no principal aliado romano na ilha:
| “ | A maior parte da cidade, rebelando-se contra cartaginenses e siracusanos, se uniu aos romanos. Hierão [...] concluiu que a perspectiva junto dos romanos era mais brilhante que a junto dos cartagineses. Por isso, de acordo com o que havia refletido, enviou aos cônsules enviados para tratar de paz e aliança. Os romanos aceitaram, principalmente por causa dos suprimentos.. | ” |
|   | — Políbio, Histórias I, 16. |   |

Ápio Cláudio ainda tentou um ataque contra Egesta, mas foi repelido. Depois de mais algumas derrotas, terminado o ano consular, retornou a Roma deixando uma guarnição para defender Messina.